# Julien Thoulet
Julien Marie Olivier Thoulet, né le 6 février 1843 à Alger et mort le 2 janvier 1936 à Paris, est un océanographe, naturaliste et hydrographe français.

## Biographie
Il est un des trois enfants de Gilles Thoulet (1813-1870), un négociant et tapissier-ébéniste et de Marie Pauline Nisard (1818-1895).
Il étudie au lycée d'Alger, puis passe son baccalauréat au collège Sainte-Barbe à Paris. Il prépare ensuite pendant deux années le concours d’entrée à l'École polytechnique mais échoue.
En 1864, il devient géomètre-topographe et, en 1866, il travaille pour Élie de Beaumont en effectuant les calculs pour la mise à grande échelle d'une partie de la carte du globe du géologue et en publie les résultats dans le Bulletin de la Société de géographie de Paris en 1868 et les communique l'année suivante à l'Académie des sciences.. 
Il voyage en Italie, en Espagne et aux États-Unis où, durant trois ans, comme assistant-ingénieur, il contribue aux études topographiques préparatoires au tracé de la ligne du Northern Pacific Railroad. Il passe sept mois dans les territoires qui avoisinent la source du Mississippi, habités par les Indiens Ojibwés et publiera en 1874 dans le Bulletin de la Société de géographie de Paris, le récit de ses aventures.. 
Revenu en France en 1871,il suit les cours d'Élie de Beaumont pour devenir licencié ès sciences physiques de la Faculté des sciences de Paris. Aide de laboratoire au sein du laboratoire attaché à la chaire d’histoire naturelle des composés inorganiques (minéralogie), il prend part activement aux travaux de la Société de géographie de Paris et en est secrétaire adjoint de 1878 à 1880. Il publie dans le Bulletin de nombreuses études sur les projections cartographiques.. 
Il épouse à Clamart, en 1879, Gabrielle Foyatier (1854-1933), fille de Denis Foyatier, sculpteur néoclassique. Le couple aura cinq enfants..
Charles Sainte-Claire Deville lui conseille de préparer une thèse de minéralogie. Ferdinand Fouqué qui lui a succédé, le propose en 1877 au conseil d’administration du Collège de France, en tant que préparateur de son cours. Fouqué le soutient lorsqu'il se porte candidat à la chaire de Physique et de météorologie qui vient d’être fondée à l’École préparatoire à l'enseignement des sciences d’Alger. Il présente sa thèse en mai 1880 sous le titre Contribution à l’étude des propriétés physiques et chimiques des minéraux microscopiques mais, après sa soutenance, renonce à sa candidature à Alger pour demander un poste de maître de conférences. Nommé à la Faculté des sciences de Montpellier, il y est chargé de cours de géologie et de minéralogie en octobre 1880. Il cherche aussitôt à créer une chaire de minéralogie distincte de la chaire de géologie. Sa démarche est soutenue par Charles Friedel mais, après la mort de Joseph Delbos, Julien Thoulet décide de poser sa candidature à sa succession comme chargé de cours à l'université de Nancy. Il y est nommé, en octobre 1882, comme professeur de géologie et de minéralogie, puis deux ans après, en février 1884, devient enseignant de géologie et de minéralogie de la Faculté des sciences de Nancy où il restera jusqu'à sa retraite..
En 1886, pour poursuivre ses recherches en océanographie, il demande un congé de six mois et embarque sur La Clorinde pour Terre-Neuve. Ses travaux lui permettent de devenir un spécialiste de l'océanographie qui n'a pas encore alors de qualification universitaire officielle comme science. Sur demande d'Ernest Mouchez, dès 1888, il commence à enseigner l'océanographie à l'Observatoire de Montsouris aux officiers de l’École des hautes études supérieures de la Marine et aux ingénieurs de l’administration des Télégraphes détachés à Montsouris. En 1891, le conseil général des facultés de Paris l'autorise à enseigner l'océanographie à la faculté des lettres..
Il mène en parallèle des études d'océanographie en Norvège, en Écosse et en Suisse. Il prend part aussi en 1895 à la campagne de dragage du Caudan dans le golfe de Gascogne avec René Koehler et à diverses croisières sur le yacht Princesse Alice II du prince Albert Ier de Monaco avec Camille Vallaux..
En 1901, il est le premier lauréat du prix d’océanographie décerné par la Société de géographie de Paris..
Sur le croiseur D'Entrecasteaux, il analyse en 1906 les échantillons recueillis au fond de l'océan entre Madagascar, La Réunion et l'île Maurice lors des opérations de sondage.

## Publications
- 1880 : Contributions à l’étude des propriétés physiques et chimiques des minéraux microscopiques, thèse de doctorat, Gauthier-Villars
- 1890 : Océanographie (statique), Paris, L. Baudin et Ce.
- 1891 : Un voyage à Terre-Neuve, Paris, Berger-Levrault & Cie.
- 1897 : Les Océanographes de France. Georges Aimé, Nancy, Académie de Stanislas.
- 1901 : Détermination de la densité de l’eau de mer, Anvers.
- 1901 : Étude de fonds marins provenant du voisinage des Açores et de la portion orientale de l’Atlantique nord, Monaco.
- 1903 : Carte bathymétrique des îles Açores d’après les cartes française et anglaises... ; corrigée d’après les sondages exécutés en 1902 par la « Princesse Alice » et les travaux les plus récents, A. Tollemer.
- 1903 : La Notion de la mer chez les peuples anciens, Chaldéens, Égyptiens et Hébreux, Nancy, Académie de Stanislas.
- 1904 : L’océan, ses lois, ses problèmes, Paris
- 1908 : Instruments et opérations d’océanographie pratique, Librairie militaire R. Chapelot et cie.
- 1914 : Les Cartes bathylithologiques de l’Algérie et de la Tunisie, Orléans, Imprimerie A. Gout.
- 1922 : L’océanographie, Paris, Gauthier-Villars.